# Stones (álbum de Neil Diamond)
Stones es el séptimo álbum de estudio del cantautor estadounidense Neil Diamond, publicado el 5 de noviembre de 1971 por Uni Records.

## Lista de canciones
| Lado A |                             |          |  |
| N.º    | Título                      | Duración |  |
| 1.     | «I Am...I Said»             | 3:32     |  |
| 2.     | «The Last Thing on My Mind» | 3:31     |  |
| 3.     | «Husbands and Wives»        | 3:54     |  |
| 4.     | «Chelsea Morning»           | 2:32     |  |
| 5.     | «Crunchy Granola Suite»     | 3:14     |  |

| Lado B |                                 |          |  |
| N.º    | Título                          | Duración |  |
| 1.     | «Stones»                        | 3:02     |  |
| 2.     | «If You Go Away»                | 3:47     |  |
| 3.     | «Suzanne»                       | 4:41     |  |
| 4.     | «I Think It's Gonna Rain Today» | 2:36     |  |
| 5.     | «I Am...I Said (Reprise)»       | 2:33     |  |